# Minuskel 76
Minuskel 76 (volgens de nummering van Gregory-Aland en δ 298 volgens de nummering van Von Soden) ook bekend als Codex Caesar-Vindobonensis is een Grieks minuskelhandschrift uit de 14e eeuw. dat bewaard wordt in de Österreichische Nationalbibliothek in Wenen  met als signatuur Cod. Theol. gr. 300. Het bevat het Nieuwe Testament op uitzondering van de Openbaring van Johannes.

## Beschrijving
Het handschrift is samengesteld uit 361 perkamenten folia van 180 à 193 mm op 137 à 140 mm. De tekst is geschreven in één kolom van 27 lijnen per blad. De bladspiegel meet ongeveer 13 cm bij 8,5 cm. De codex is ingebonden door de ÖNB in 1755 met perkament.  Het handschrift bevat 5 bladgrote miniaturen: een van elke evangelist en een met de apostelen Petrus en Paulus.

## Inhoud
Het handschrift bevat, in de gebruikelijke Byzantijnse volgorde, de vier evangeliën, de Handelingen van de apostelen, de katholieke brieven en de brieven van Paulus. De brief aan de Hebreeën werd als laatste Paulus-brief opgenomen. De hoofdstukken worden voorafgegaan door prolegomena en tabellen van de hoofdstukken waarin de tekst is onderverdeeld. De titel van het hoofdstuk wordt bovenaan de pagina gegeven en de hoofdstuknummers staan in de marge.

## Geschiedenis
Het boek bevat een ex libris van Andreas Contrarius uit Venetië in de 16e eeuw. Daarna werd het verworven door Johannes Sambucus, medisch adviseur en historicus aan het hof te Wenen. Tijdens de periode dat Sebastian Tengnagel bibliothecaris was, werd het handschrift opgenomen in de hofbibliotheek.
Ada-evangeliarium · Barberini-evangeliarium · Boek van Armagh · Evangeliarium van Augustinus van Canterbury · Book of Durrow · Book of Kells · Codex Argenteus · Codex aureus van St. Emmeram · Codex Carolinus · Codex Aureus Epternacensis · Codex Eyckensis · Codex Gissensis · Diatessaron · Durham-evangeliarium · Evangeliarium van Echternach · Evangeliarium van Egmond · Evangeliarium van Lorsch · Gefragmenteerd evangelieboek (A. II. 10.) · Godescalc-evangelistarium · Lichfield-evangeliën · Lindisfarne-evangeliarium · Luikse diatessaron · Mac Durnan-evangeliarium · Middelnederlandse Apocalyps · Minuskel 76 · Evangeliarium van Munsterbilzen · Otho-Corpus-evangeliarium · Evangelieboek van Sankt Gallen · Xanten-evangeliarium